# Look Sharp!
Look Sharp! — второй студийный альбом шведского поп-рок дуэта Roxette. Альбом вышел 21 октября 1988 года, через два года после выхода их дебютной пластинки, Pearls of Passion (1986). Альбом записывался на EMI Studios в Стокгольме и на «Trident II Studios» в Лондоне в период с марта по сентябрь 1988 года. Альбом мгновенно стал коммерчески успешным в Швеции (продажи: 140 000 копий за первые 10 дней после релиза), дебютировав на первой строке чартов, а также 6 раз был сертифицирован как «платиновый» по количеству продаж.
Хотя коммерческий успех в других странах изначально был скромным, альбом стал международным прорывом для дуэта. Он стал платиновым и мультиплатиновым во многих других странах, а 4 сингла с него стали мировыми хитами: «The Look» и «Listen to Your Heart» возглавили чарт синглов Billboard Hot 100, а «Dangerous» и «Dressed for Success» достигли 2 и 14 места соответственно в этом же чарте.
Roxette стали, таким образом, третьей шведской группой в истории, чьи песни возглавили американский чарт синглов Billboard. До них это удалось сделать только лишь Бьёрну Шифсу с песней «Hooked on a feeling» (1974), группе ABBA с песней «Dancing Queen» (1976). После этого Roxette возглавляли Billboard Hot 100 четыре раза («The Look», «It Must Have Been Love», «Listen to Your Heart» и «Joyride»). После Roxette лишь однажды шведская группа смогла возглавить этот американский чарт — группа Ace of Base с песней «The Sign» (1993).

## История
Пер Гессле написал заглавный сингл «The Look» на новом синтезаторе «Ensoniq ESQ-1», который он купил весной 1988 года; песня задала тон всему альбому и стала тем, что позже станет известным как «[классическое] звучание Roxette».
После распада шведской группы Пера Гессле Gyllene Tider в 1984 году, её басист, Андерс Херрлин, переехал из Хальмстада в Стокгольм и стал работать продавцом клавишных инструментов в магазине «Soundside», параллельно изучая самые новые технологии музыкального программирования на только что появившихся в продаже Atari и Commodore 64. Поэтому, когда звукоинженер Roxette Алар Суурна сломал ногу, Гессле попросил бывшего коллегу помочь с записью альбома Roxette. Херрлин ознакомил с новой технологией клавишника и продюсера группы Кларенс Эвермана.
В записи альбома также принимал участие гитарист Юнас Исакссон. Вместе с Эверманом, Исакссон был единственным музыкантом, который играл на всех альбомах Roxette c 1986 по 2006 год. Именно он придумал знаменитый проигрыш-вступление к песне «The Look», слушая демо и импровизируя перед началом записи в студии.
Пер Гессле вспоминал, что до выхода альбома «Look Sharp!» доминирование американцев и британцев в поп-музыке было подавляющим. Звучание всегда было ахиллесовой пятой шведских артистов: когда Брюс Спрингстин выпустил The River, все пытались повторить звучание Power Station, но в Швеции не было столь совершенных студий звукозаписи и традиции записи музыки в принципе. Только после появления компьютеров и начала их использования в звукозаписи сами студии оказались не так уж и важны — все оказались в равных условиях.
Кроме работы в EMI Studios в Стокгольме в период с марта по август 1988, альбом также записывался на Trident II Studios в Лондоне в июне 1988 года. Три песни были целиком записаны с английскими музыкантами и продюсерами: «Chances», «Cry» и «View From the Hill». Пианино, на котором играли музыканты Roxette (песня «Listen to Your Heart») до этого использовалось Дэвидом Боуи для записи песни «Life on Mars?» и группой The Beatles для записи «Hey Jude».
Немецкое отделение EMI выбрало «Chances» в качестве первого сингла с альбома, который с треском провалился. EMI Sweden выбрали «Dressed for Success», ставшую радио-хитом и позволившую альбому стать одним из самых продаваемых в Швеции во все времена: в стране с населением 8 млн человек, альбом купили 400 000 слушателей. И в то же время, в Roxette все ещё никто не верил за пределами родной страны.
В 1988 году американский студент Дин Кушман, учившийся в Швеции по обмену, услышал «The Look» по радио. Песня ему понравилась и он привез пластинку в родной Миннеаполис. Кушман отнёс пластинку на местную радиостанцию KDWB и заставил их играть песню в программе «по заявкам радиослушателей». Песню проиграли на FM 101,3 в округе Миннеаполис/Сент-Пол и в последующие недели песня стала самой часто проигрываемой и наиболее востребованной на радиостанции KDWB. Вскоре песню играли везде от Нью-Йорка до Калифорнии — оригинальных записей до сих пор ни у кого не было, некоторые станции пускали в эфир шестые копии с кассет.
В начале февраля 1989 года американское отделение EMI выпустило сингл, который стартовал в чарте синглов Billboard на 50 строке. Через 9 недель песня достигла первого места. В это же время, подобное происходило во всех странах мира: до конца лета «The Look» стала № 1 в Австралии, Германии, Испании, Италии и других странах.
Позже был выпущен сингл «Dressed for Success», который возглавил чарты в Швеции, но достиг только 14 строки в США. Последовавший за ним «Listen to Your Heart» был, однако, принят в США с распростертыми объятьями. Песня была написана о двух хальмстадских друзьях Гессле, которые были близки к разрыву отношений. Третий сингл «Dangerous» (февраль 1990 года) провёл две недели в американских чартах на втором месте.
Название «Look Sharp!» было впервые использовано Джо Джексоном в названии его альбома 1979 года, но Пер Гессле посчитал это прекрасным названием и решил, что Roxette должны использовать такое же название для своего альбома.

## Список композиций
Все тексты написаны Пер Гессле, вся музыка написана Гессле, если не указано иное.
| №  | Название              | Музыка                       | Длительность |
| -- | --------------------- | ---------------------------- | ------------ |
| 1. | «The Look»            |                              | 3:56         |
| 2. | «Dressed for Success» |                              | 4:11         |
| 3. | «Sleeping Single»     |                              | 4:39         |
| 4. | «Paint»               |                              | 3:29         |
| 5. | «Dance Away»          | Мари Фредрикссон, Пер Гессле | 3:25         |
| 6. | «Cry»                 | Фредрикссон, Гессле          | 5:05         |

| №                   | Название                      | Музыка                  | Длительность |
| ------------------- | ----------------------------- | ----------------------- | ------------ |
| 1.                  | «Chances»                     |                         | 4:07         |
| 2.                  | «Dangerous»                   |                         | 3:48         |
| 3.                  | «Half a Woman, Half a Shadow» | Фредрикссон             | 3:33         |
| 4.                  | «View from a Hill»            |                         | 3:39         |
| 5.                  | «Shadow of a Doubt»           | Гессле, Матс МП Перссон | 4:13         |
| 6.                  | «Listen to Your Heart»        | Гессле, Перссон         | 5:27         |
| Общая длительность: | Общая длительность:           | Общая длительность:     | 50:40        |

| №                   | Название                      | Длительность |
| ------------------- | ----------------------------- | ------------ |
| 1.                  | «(I Could Never) Give You Up» | 3:58         |
| Общая длительность: | Общая длительность:           | 54:38        |

| №  | Название                                                   | Длительность |
| -- | ---------------------------------------------------------- | ------------ |
| 1. | «Don’t Forget You’re a Rocker — The Making of Look Sharp!» | 45:56        |

| №                   | Название                                                        | Длительность |
| ------------------- | --------------------------------------------------------------- | ------------ |
| 1.                  | «The Look» (T&A Demo) (30 марта 1988 года)                      | 3:29         |
| 2.                  | «Dressed for Success» (T&A Demo) (20 мая 1987 года)             | 3:22         |
| 3.                  | «Dressed for Success» (EMI Demo) (26–30 мая 1987 года)          | 3:53         |
| 4.                  | «Sleeping Single» (T&A Demo) (22 мая 1987 года)                 | 3:54         |
| 5.                  | «Sleeping Single» (EMI Demo) (26–30 мая 1987 года)              | 3:48         |
| 6.                  | «Paint» (T&A Demo) (28 апреля 1988 года)                        | 3:36         |
| 7.                  | «Dance Away» (T&A Demo) (9 февраля 1988 года)                   | 3:36         |
| 8.                  | «Cry» (T&A Demo) (9 февраля 1988 года)                          | 5:08         |
| 9.                  | «Chances» (T&A Demo) (24 ноября 1987 года)                      | 4:19         |
| 10.                 | «Dangerous» (Acoustic Version, T&A Demo) (25 февраля 1987 года) | 3:08         |
| 11.                 | «Dangerous» (EMI Demo) (26–30 мая 1987 года)                    | 3:29         |
| 12.                 | «View from a Hill» (T&A Demo) (17 ноября 1987 года)             | 3:17         |
| 13.                 | «(I Could Never) Give You Up» (T&A Demo) (18 декабря 1987 года) | 3:45         |
| 14.                 | «Shadow of a Doubt» (T&A Demo) (9 февраля 1988 года)            | 3:12         |
| 15.                 | «Listen to Your Heart» (T&A Demo) (9 мая 1988 года)             | 4:26         |
| 16.                 | «From Head to Toe» (EMI Demo) (26–30 мая 1987 года)             | 3:20         |
| 17.                 | «Never Is a Long Time» (EMI Demo) (26–30 мая 1987 года)         | 3:53         |
| 18.                 | «(I Could Never) Give You Up» (Album Version)                   | 4:00         |
| 19.                 | «The Voice»                                                     | 4:16         |
| 20.                 | «One Is Such a Lonely Number» (EMI Demo) (сентябрь 1987 года)   | 3:34         |
| 21.                 | «Don’t Believe in Accidents» (Demo) (весна 1988 года)           | 3:43         |
| Общая длительность: | Общая длительность:                                             | 79:08        |

| №   | Название                                                             | Длительность |
| --- | -------------------------------------------------------------------- | ------------ |
| 1.  | «The Look»                                                           | 3:57         |
| 2.  | «Dressed for Success»                                                | 4:09         |
| 3.  | «Sleeping Single»                                                    | 4:37         |
| 4.  | «Paint»                                                              | 3:30         |
| 5.  | «Dance Away»                                                         | 3:24         |
| 6.  | «Cry»                                                                | 5:19         |
| 7.  | «Chances»                                                            | 4:57         |
| 8.  | «Dangerous»                                                          | 3:48         |
| 9.  | «Half a Woman, Half a Shadow»                                        | 3:35         |
| 10. | «View from a Hill»                                                   | 3:40         |
| 11. | «(I Could Never) Give You Up»                                        | 3:57         |
| 12. | «Shadow of a Doubt»                                                  | 4:14         |
| 13. | «Listen to Your Heart»                                               | 5:28         |
| 14. | «The Voice»                                                          | 4:14         |
| 15. | «One Is Such a Lonely Number» (Demo) (сентябрь 1987 года)            | 3:31         |
| 16. | «Don’t Believe in Accidents» (Demo) (весна 1988 года)                | 3:41         |
| 17. | «The Look» (T&A Demo) (30 марта 1988 года)                           | 3:29         |
| 18. | «Dressed for Success» (T&A Demo) (20 мая 1987 года)                  | 3:22         |
| 19. | «Dressed for Success» (EMI Demo) (26—30 мая 1987 года)               | 3:53         |
| 20. | «Sleeping Single» (T&A Demo) (22 мая 1987 года)                      | 3:54         |
| 21. | «Sleeping Single» (EMI Demo) (26—30 мая 1987 года)                   | 3:47         |
| 22. | «Paint» (T&A Demo) (22 апреля 1988 года)                             | 3:36         |
| 23. | «Dance Away» (T&A Demo) (9 февраля 1988 года)                        | 3:36         |
| 24. | «Cry» (T&A Demo) (9 февраля 1988 года)                               | 5:08         |
| 25. | «Chances» (T&A Demo) (24 ноября 1987 года)                           | 4:18         |
| 26. | «Dangerous» (T&A Demo) (11 февраля 1987 года)                        | 3:22         |
| 27. | «Dangerous» (Acoustic Version, T&A Demo) (25 февраля 1987 года)      | 3:07         |
| 28. | «Dangerous» (EMI Demo) (26-30 мая 1987 года)                         | 3:29         |
| 29. | «View from a Hill» (T&A Demo) (17 ноября 1987 года)                  | 3:16         |
| 30. | «(I Could Never) Give You Up» (T&A Demo) (18 декабря 1987 года)      | 3:44         |
| 31. | «Shadow of a Doubt» (T&A Demo) (9 февраля 1988 года)                 | 3:12         |
| 32. | «Listen to Your Heart» (T&A Demo) (9 мая 1988 года)                  | 4:25         |
| 33. | «Boom Boom (And Boom Boom Again)» (T&A Demo) (15 сентября 1987 года) | 2:57         |
| 34. | «In My Own Way» (T&A Demo) (15 сентября 1987 года)                   | 3:15         |
| 35. | «Love Spins» (T&A Demo) (15 сентября 1987 года)                      | 3:05         |
| 36. | «Love Spins» (T&A Demo) (18 ноября 1987 года)                        | 3:22         |
| 37. | «One Is Such a Lonely Number» (T&A Demo) (26 августа 1987 года)      | 3:21         |
| 38. | «Drowning in You» (T&A Demo) (17 апреля 1988 года)                   | 3:50         |
| 39. | «Silver Blue» (T&A Demo) (21 мая 1987 года)                          | 3:58         |
| 40. | «The Thrill of it All» (T&A Demo) (26 августа 1987 года)             | 2:42         |
| 41. | «Physical Fascination» (T&A Demo) (17 апреля 1988 года)              | 3:37         |
| 42. | «From Head to Toe» (EMI Demo) (26—30 мая, 1987 года)                 | 3:19         |
| 43. | «Never Is a Long Time» (EMI Demo) (26—30 мая 1987 года)              | 3:50         |
| 44. | «Never Is a Long Time» (T&A Demo) (11 ноября 1987 года)              | 3:48         |
| 45. | «Let’s Party!» (T&A Demo) (14 июля 1988 года)                        | 3:59         |
| 46. | «Start!» (T&A Demo) (19 февраля 1988 года)                           | 3:00         |
| 47. | «Night Wire» (T&A Demo) (9 апреля 1987 года)                         | 2:46         |
| 48. | «Pocketful of Rain» (T&A Demo) (12 июня 1987 года)                   | 4:01         |
| 49. | «Rocket» (T&A Demo) (9 апреля 1987 года года)                        | 3:08         |
| 50. | «The Voice» (T&A Demo) (24 марта 1987 года)                          | 3:44         |

## Участники записи
Roxette
- Мари Фредрикссон — вокал
- Пер Гессле — вокал

Аккомпанирующий состав
- Пелле Альсинг — ударные
- Эрик Борелиус — испанская гитара
- Грэхам Эдвардс — бас
- Андерс Херрлин — бас
- Эрик Хяуслер — саксофон
- Юнас Исакссон — электро и акустические гитары
- Йалле Лоренссон — гармоника
- Адам МакКаллок — саксофон
- Моррис Майкл — электро и акустические гитары
- Йанне Олдеус — слайд гитара
- Эндрю Райт — клавишные
- Кларенс Эверман — клавишные

## Синглы
- «Dressed for Success»: (28 июня 1988 года)
  1. «Dressed for Success»
  2. «The Voice»
- «Listen to Your Heart»: (15 сентября 1988 года)
  1. «Listen to Your Heart»
  2. «(I Could Never) Give You Up»
- «Chances»: (28 декабря 1988 года) — только во Франции, Германии и Италии
  1. «Chances»
  2. «Silver Blue» (demo)
- «The Look»: (12 января 1989 года)
  1. «The Look»
  2. «Silver Blue» (demo)
  3. «The Look» (Head-Drum mix)
- «Dangerous»: (2 мая 1989 года)
  1. «Dangerous» (7" version)
  2. «Surrender» (live)
  3. «Neverending Love» (live)

## Издание 2018 года
Через 30 лет после выхода оригинального альбома, он был переиздан в форме подарочной коробки, которая включала в себя оригинальную запись на виниловой пластинке, CD с невошедшими на оригинальный альбом песнями, демоверсии песен и DVD со снятым на частную камеру документальным фильмом «Don’t forget you’re a rocker» о записи альбома (оригинальный фильм длился 4 часа, на DVD представлен фильм длинною 45 минут), а также буклет с описанием.
В документальном фильме также рассказывается, как Мари Фредрикссон заключает пари: если продажи альбома «Look Sharp!» в Швеции не преодолеют отметку в 170 000 копий до конца декабря 1989 года, она обещала побриться наголо. Уже к началу декабря 1988 года было продано более 340 000 экземпляров.

## Отзывы критиков
- Обозреватель шведской ежедневной газеты Aftonbladet Маркус Ларссон в обзоре переиздания альбома 2018 года написал, что «Look Sharp!» это та причина, по которой Roxette продали более 75 млн копий своих альбомов по всему миру. Кроме того, именно этот альбом является причиной того, что Том Петти высунулся из окна в Амстердаме, когда увидел проходящих мимо по улице Гессле и Фредрикссон и закричал: «Я обожаю вашу музыку!». Ларссон добавляет: альбом был выпущен, когда Гессле, как автор песен, «был в зените», а Фредрикссон была «одной из самых крутых рок-звёзд Швеции всех времен»[1].
- Йеспер Робильд, обозреватель портала Gaffa, называет альбом «величайшей жемчужиной поп-музыки 1980-х»[4].

## Позиции в хит-парадах и сертификации
Годовые чарты:
| Хит-парад (1989)       | Позиция |
| ---------------------- | ------- |
| Европа (Music & Media) | 40      |